# いついつまでも
『いついつまでも』は、1952年に公開されたポール・H・スローン監督の日本映画。

## 解説
大映がアメリカ合衆国からポール・H・スローンを監督として招いて製作した特別作品であり、スローンは本作で監督の他に脚本も受け持っている。
アメリカ駐留軍兵士役を演じた主演男優のクリス・ドレークはスローンが本作のために推薦しハリウッドより招聘されたアメリカ俳優である。主演女優で山田君子役を演じた木村三津子もまた、アメリカの雑誌「ライフ」の表紙を飾った縁により本作に起用が決まった。
また、劇中で端役の加藤を演じたヘンリー・中村もまたハリウッドの日系人俳優であり、劇中でパットが向かうことになる朝鮮戦争に軍事諜報部隊員として実際に従軍した経歴を持っていた。

## あらすじ
東京銀座の歩道でアメリカ駐留軍兵士パット・グラント（クリス・ドレーク）は山田君子（木村三津子）とぶつかる。君子がハンドバッグを落としたことに気づかず立ち去った後、そのバッグを拾ったパットは君子の元へそれを届けた。以後、パットは山田家を訪ねるうちに君子との交友を深めていった。
しかし、君子の父で実業家の健太郎（柳永二郎）は教養ある紳士木村三郎（秋田次平）を君子の夫にと決めていたし、その木村三郎のライバルである新興財閥の鈴木春雄（菅井一郎）もまた君子を自分の妻にしようとし、木村と鈴木は君子を巡って争っていた。
そんな折、パットは朝鮮戦線に出動して不在となった。その間に君子の卒業式が迫り、卒業式を終えれば木村と結婚させられることが決まっていた。だが戦線で重傷を負ったパットが東京のアメリカ軍病院へ後送されてきた知らせを受け取った君子は、パットのいる病院へ駆けつける。そのことは新興財閥の鈴木から父健太郎へと密告された。
父は君子を叱責しようとしたが、このとき急に大地震が起き、君子は父の身代わりとなって死亡した。パットは君子との間に育んだ美しい愛情の思い出を糧に、君子を失った愛情を堪えた。

## スタッフ
- 監督 - ポール・H・スローン
- 協力監督 - 牛原虚彦
- 脚本 - ポール・H・スローン
- 撮影 - 三村明
- 美術 - 今村高一
- 音楽 - 近衞秀麿

## キャスト
- 柳永二郎 - 山田健太郎
- 高杉早苗 - 山田靜江
- 木村三津子 - 山田君子
- 秋田次平 - 木村三郎
- 菅井一郎 - 鈴木春雄
- 上久保武夫 - 武藤
- クリス・ドレーク（英語版） - パット・グランド
- 荒川さつき - ダンサーユキ
- 由利恵子 - ダンサー秋子
- 浦辺粂子 - 山田家の婆や
- ヘンリー・中村 - 加藤